# هیزامیتسو
هیزامیتسو (انگلیسی: Hisamitsu Pharmaceutical) شرکت داروسازی ژاپنی است، که در سال ۱۸۴۷ تأسیس شد.